# Departamento de Honda (Cundinamarca)
Honda fue uno de los departamentos en que se dividía el Estado Soberano de Cundinamarca (Colombia). Fue creado por medio de la ley del 7 de julio de 1860, a partir de los territorios de los departamentos de Mariquita y  de Guaduas. Tenía por cabecera a la ciudad de Honda. Fue suprimido el 12 de abril de 1861 y su territorio adjudicado al departamento del Norte del recién creado Estado Soberano del Tolima. El departamento comprendía parte del territorio de las actuales regiones tolimenses de Nevados y Norte, la región caldense del Magdalena y las actuales regiones cundinamarquesas de Alto Magdalena, Bajo Magdalena, Gualivá y Magdalena Centro.

## División territorial
El departamento al momento de su creación (1860) estaba dividido en los distritos de Honda (capital), Buenavista, Fresno, Guarinó, Guayabal, Mariquita, Méndez, Puerto Bogotá, Santana, Bituima, Calamoima, Caparrapí, Chaguaní, Guaduas, Pabón, La Palma, Peña, Quebradanegra, San Juan, Topaipí, Vianí, Yacopí, Ambalema, Beltrán, Guataquí, Lérida, Nariño, Piedras, Pulí y Venadillo.